# Famille royale belge
Cet article concerne à la fois les aspects individuels et familiaux de la famille royale belge : aspects linguistiques, généalogiques, liens avec d'autres dynasties européennes ; ainsi que les perspectives du maintien de cette famille royale dans l'évolution du contexte belge. Pour les aspects plus institutionnels, c'est-à-dire les fonctions actuelles et le rôle de la monarchie en Belgique, se référer à l'article Monarchie en Belgique.
La « naissance » de la famille royale belge, qui est aujourd'hui la famille régnante du royaume de Belgique, date de 1830-1831. Léopold Ier (1790-1865) en est le fondateur. Ses descendants et successeurs sur le trône de Belgique sont demeurés des membres à part entière de la branche « ernestine » de la maison ducale de Saxe (Das Herzogliche Haus Sachsen-Coburg und Gotha). C'est donc le chef de cette maison (Oberhaupt des Hauses) depuis 1998, le prince Andreas de Saxe-Cobourg et Gotha, né le 21 mars 1943 au château de Casel en Basse-Lusace (Schloss Casel, Niederlausitz), qui préside actuellement aux destinées de la famille d'origine des rois des Belges (Albert II et Philippe) et de tous les autres descendants directs en ligne masculine du roi Léopold Ier ; les souverains belges n'occupent en Allemagne que le rang subalterne de « cadets de famille ».
Dans la Belgique devenue indépendante vis-à-vis des Pays-Bas le 4 octobre 1830, le Congrès national élit d'abord comme roi des Belges, en 1830, Louis d'Orléans (1814-1896), duc de Nemours, deuxième fils du roi des Français, Louis-Philippe Ier, mais ce dernier s'y oppose.
Le Congrès fait alors appel à un prince allemand protégé par le Royaume-Uni, Léopold de Saxe-Cobourg-Saalfeld, veuf de la princesse Charlotte Augusta de Galles, qui accepte le trône de Belgique : il devient le roi Léopold Ier et fait triomphalement son entrée à Bruxelles le 21 juillet 1831, date à laquelle il prête serment sur la Constitution et qui marque désormais le jour de la Fête nationale belge.
Le nouveau roi, dont la langue d'usage est le français comme de nombreux princes d'Europe au XIXe siècle, épouse en août 1832 Louise-Marie d'Orléans, fille de Louis-Philippe Ier . Cette union permet au jeune royaume de faire son entrée dans le cercle restreint des monarchies européennes par l'intermédiaire du parrainage du roi des Français. Ce mariage et la naissance du prince Louis-Philippe de Belgique qui suit marquent le véritable commencement de la dynastie belge. Après la mort de son fils aîné au berceau, la reine donne naissance au futur roi Léopold II en 1835. 

## Une dynastie royale à la fois francophone, néerlandophone et germanique, en pays trilingue

### Les origines d'une famille francophone et germanique
Après leur mariage en 1832, le couple royal (Léopold Ier, prince allemand de naissance mais anglicisé à la suite de son long séjour au Royaume-Uni, et la reine Louise d'Orléans, fille du roi des Français) élèvent et font élever leurs enfants, dont le futur Léopold II, en français : c'est alors à la fois la langue de la cour et l'unique langue officielle du jeune État, et c'est aussi la langue d'usage de Léopold Ier et Louise d'Orléans.
Par la suite la dynastie, tout en étant francophone, pratique des alliances matrimoniales essentiellement germaniques et après le décès de Léopold Ier devient catholique (religion majoritaire des Belges). Léopold II épouse en 1853 l'archiduchesse autrichienne Marie-Henriette de Habsbourg-Lorraine, mais leur fils Léopold de Belgique étant décédé en 1869, il meurt sans héritier mâle direct en 1909. C'est son neveu Albert, fils du prince Philippe de Belgique, comte de Flandre (frère cadet de Léopold II) et de la princesse allemande Marie de Hohenzollern-Sigmaringen, qui lui succède. Albert Ier épouse en 1900 Élisabeth en Bavière, princesse bavaroise. Léopold III, leur fils aîné, roi en 1934, épouse la princesse suédoise Astrid de Suède, devenue ainsi reine des Belges. Leur fils aîné, Baudouin de Belgique, règne de 1951 à sa mort en 1993, sans laisser d'héritier direct. Son frère cadet, Albert, devient roi sous le nom d'Albert II, en 1993. En 2013, il abdique en faveur de son fils Philippe, qui devient roi à son tour.
Les ascendances germaniques prédominent ainsi fortement dans la famille royale belge, tandis que le français est la langue familiale depuis les débuts de la dynastie.

### Les usages linguistiques de la famille royale aujourd'hui
La famille royale, qui est francophone, s'efforce de plus en plus, au nom de ses devoirs constitutionnels mais surtout d'un certain pragmatisme, de refléter le caractère trilingue du pays, aussi bien dans les manifestations officielles que dans l'apprentissage des langues pendant la scolarité des princes.
Les Flamands étant majoritaires dans le pays, le roi prend soin de commencer généralement ses discours nationaux (c'est-à-dire les discours adressés à tous les Belges, au parlement ou ailleurs) en néerlandais, geste apprécié car perçu comme légitime.
À partir de la seconde moitié du XXe siècle, bien que la langue maternelle des enfants royaux soit le français, chaque prince suit, dans la mesure du possible, une éducation dans plusieurs langues selon la pratique suivante : études primaires et début du secondaire à Bruxelles (études en langue française) ; ensuite fin du secondaire en Flandre (études en langue néerlandaise) ; enfin ouverture à l'international si possible, pour les études supérieures (États-Unis, Grande-Bretagne, France, Italie, etc.), ou bien école militaire (en Belgique ou à l'étranger).
Les fils du roi Albert II, Philippe et Laurent, suivent tout le début de leur scolarité en français à Bruxelles-Capitale (en primaire puis au Collège Saint-Michel à Etterbeek) et sont ensuite envoyés en Flandre pour y étudier en néerlandais avant de poursuivre leurs études en école militaire puis en université (Philippe à Oxford et Stanford, Laurent à l'Université catholique de Louvain). Avant l'université, Laurent a également étudié à l’École Royale des Cadets à Laeken (Bruxelles), en langue française.
Alors qu'il était encore prince, le roi Philippe et son épouse la reine Mathilde, ont inscrit leurs enfants, la princesse Élisabeth (née en 2001) et son frère Gabriel (né en 2003), dans une école de langue néerlandaise : le but est qu'ils deviennent progressivement bilingues[réf. nécessaire] afin qu'ils aient une réelle maîtrise du néerlandais. Cette démarche est celle de l'immersion dans une langue seconde. La princesse Astrid, sœur du roi, et son mari le prince Lorenz d'Autriche-Este, d'origine autrichienne mais lui aussi francophone, ont également inscrit leurs cinq enfants dans une école de langue néerlandaise. En raison de ce geste « d'immersion néerlandaise », des observateurs de la monarchie belge ont prétendu que Philippe, et sa sœur Astrid, ont fait des concessions au nationalisme flamand ou plus exactement qu'ils ont cédé à la pression « permanente » des nationalistes flamands[Qui ?]. D'autres[Qui ?] ont affirmé qu'il s'agissait simplement d'une mode.
Malgré tous ces efforts à l'égard de la langue néerlandaise, les membres de la famille royale belge (du moins certains d'entre eux) sont parfois jugés sévèrement en Flandre pour leur relative difficulté à s'exprimer en néerlandais.
Il est par exemple notoire[réf. nécessaire] que le prince Laurent, frère du roi, a éprouvé de grandes difficultés dans l'apprentissage de cette langue lors de son passage scolaire en Flandre, où il a dû redoubler trois fois.

## La généalogie de la famille royale (depuis AlbertIer)
Descendance dynaste du roi Albert Ier (1875-1934). Dans les faits, la famille royale belge est aujourd'hui limitée à l'actuel roi Philippe (né en 1960), la reine Mathilde et à leurs enfants, la princesse Élisabeth, duchesse de Brabant, princesse héritière, le prince Gabriel, le prince Emmanuel et la princesse Éléonore.
L'ordre de succession au trône des 18 personnes successibles, et résultant de la modification des règles de succession en 1991, est indiqué en gras.
- Albert Ier de Belgique (1875-1934), roi des Belges ep. (1900) Élisabeth en Bavière (1876-1965), duchesse en Bavière, reine des Belges
  -  Léopold III de Belgique (1901-1983), roi des Belges ep. (1926) Astrid de Suède (1905-1935), princesse de Suède, reine des Belges
    - Joséphine-Charlotte de Belgique (1927-2005), grande-duchesse de Luxembourg ep. (1953) Jean de Luxembourg (1921-2019), grand-duc de Luxembourg
      - dont postérité non-dynaste en Belgique

    -  Baudouin de Belgique (1930-1993), roi des Belges ep. (1960) Fabiola de Mora y Aragón (1928-2014), reine des Belges
      - aucune postérité

    -  Albert II de Belgique (1934), roi des Belges ep. (1959) Paola Ruffo di Calabria (1937), reine des Belges
      -  Philippe de Belgique (1960), roi des Belges ep. (1999) Mathilde d'Udekem d'Acoz (1973), reine des Belges
        - [1] Élisabeth de Belgique (2001), duchesse de Brabant
        - [2] Gabriel de Belgique (2003)
        - [3] Emmanuel de Belgique (2005)
        - [4] Éléonore de Belgique (2008)

      - [5] Astrid de Belgique (1962) ep. (1984) Lorenz d'Autriche-Este (1955), archiduc d'Autriche-Este, banquier
        - [6] Amedeo de Belgique (1986) ep. (2014) Elisabetta Maria Rosboch von Wolkenstein (1987)
          - [7] Anna Astrid d'Autriche-Este (2016)
          - [8] Maximilian d'Autriche-Este (2019)
          - [9] Alix d'Autriche-Este (2023)

        - [10] Maria Laura de Belgique (1988) ep. (2022) William Isvy (1991)
          - [11] Albert Isvy (2025)

        - [12] Joachim de Belgique (1991)
        - [13] Luisa de Belgique (1995)
        - [14] Laetitia de Belgique (2003)

      - [15] Laurent de Belgique (1963) ep. (2003) Claire Coombs (1974)
        - [16] Louise de Belgique (2004)
        - [17] Nicolas de Belgique (2005)
        - [18] Aymeric de Belgique (2005)

      - Delphine de Saxe-Cobourg (1968) (issue de la relation en 1967 avec Sybille de Selys Longchamps (1941) ep. (2003) James O'Hare
        - Joséphine O'Hare (2003)
        - Oscar O'Hare (2008)

    - Alexandre de Belgique (1942-2009) (issue du remariage en 1941 avec Lilian Baels (1916-2002), princesse de Réthy) ep (1991) Léa Wolman (1951)
    - Marie-Christine de Belgique (1951) (issue du remariage en 1941 avec Lilian Baels (1916-2002), princesse de Réthy) ep. (1981) Paul Druker dit « Paul Drake » (1938-2008), pianiste de bar ; ep. (1989) Jean-Paul Gourgues (1941)
    - Marie-Esméralda de Belgique (1956), journaliste (issue du remariage en 1941 avec Lilian Baels (1916-2002), princesse de Réthy) ep. (1998) Salvador Moncada (1944), pharmacologiste
      - dont postérité non-dynaste en Belgique

  - Charles de Belgique (1903-1983), comte de Flandre, régent du Royaume de Belgique ep. (1977) Jacqueline Peyrebrune (1921), comtesse de Peyrebrune
  - Marie-José de Belgique (1906-2001) ep. (1930) Humbert II d'Italie (1904-1983), roi d'Italie
    - dont postérité non-dynaste en Belgique, dont son petit-fils Emmanuel-Philibert de Savoie

## Les liens particuliers avec d'autres dynasties européennes
Dès sa naissance, la Belgique léopoldienne développe une influence importante dans le monde, notamment en participant à l'exploration et à la colonisation de l'Afrique aux côtés des grandes puissances de l'époque, la France et l'Angleterre, ceci grâce aussi à ses liens avec les dynasties européennes. Léopold Ier de Belgique est notamment l'oncle de la reine Victoria du Royaume-Uni et le gendre du roi des Français, Louis-Philippe Ier.
En raison du mariage du grand-duc Jean de Luxembourg avec la princesse Joséphine-Charlotte de Belgique (1927-2005), fille du roi Léopold III de Belgique et sœur des rois des Belges Baudouin (décédé en 1993) et Albert II, la dynastie belge entretient des liens étroits et privilégiés avec la famille régnante du Grand duché du Luxembourg. Le grand-duc Henri, souverain du Luxembourg depuis 2000, est ainsi le cousin germain du roi des Belges depuis 2013, et son fils Guillaume de Luxembourg (1981) est le parrain de celui de Philippe, le prince Emmanuel.

## Pour approfondir